# Ronde van Frankrijk 2022/Twaalfde etappe
De twaalfde etappe van de Ronde van Frankrijk 2022 werd verreden op 14 juli met start in Briançon en finish op L'Alpe d'Huez. Het betrof een bergetappe over 166 kilometer.

## Koersverloop
De etappe begon met de beklimming van de Col du Galibier, die in de vorige etappe van de andere kant werd beklommen. Daarin stond een kopgroep die in de afdaling richting de Col de la Croix-de-Fer uitgroeide tot een groep van negen met daarin onder andere Tom Pidcock, Giulio Ciccone, Louis Meintjes en viervoudige Tourwinnaar Chris Froome. Daarachter hield Tadej Pogačar, die had aangekondigd te zullen aanvallen, zich stil en het peloton liet de kopgroep begaan. Op de Croix-de-Fer viel de kopgroep uiteen en bleef er een groep van vijf over met Pidcock, Ciccone, Meintjes, Froome en Neilson Powless, die vijf minuten voorsprong had op de groep favorieten die in de vallei richting Alpe d'Huez groei naar zes minuten. Op de beklimming nam Pidcock het initiatief, waarna de kopgroep langzaam uit elkaar viel. Als laatste capituleerde Meintjes, die op tien kilometer van de streep de Olympisch kampioen mountainbike moest laten gaan. De Brit kwam solo over de streep.
Daarachter plaatste Pogačar op Alpe d'Huez een aantal aanvallen om Jonas Vingegaard onder druk te zetten. De Deen kon de Sloveen als enige volgen, waarna een staakt-het-vuren volgde waardoor Geraint Thomas kon aansluiten.  Later volgde een tweede aanval, die wederom door Vingegaard gepareerd werd. Het duurde dit keer wat langer voordat Thomas kon terugkeren; later sloten ook Enric Mas en Sepp Kuss aan. En groupe reden zij naar de finish, waar Pogačar het sprintje zonder tijdwinst won. Verliezer van de etappe was Romain Bardet; hij kon de favorieten niet volgen en verloor twintig seconden op de groep-Vingegaard en zakte naar de vierde plaats in het klassement.

## Uitslag
| Briançon – L'Alpe d'Huez (166 km) |                   |                                    |          |
| Plaats                            | Naam              | Ploeg                              | Tijd     |
| 1                                 | Tom Pidcock       | INEOS Grenadiers                   | 4u55'24" |
| 2                                 | Louis Meintjes    | Intermarché-Wanty-Gobert Matériaux | + 48"    |
| 3                                 | Chris Froome      | Israel-Premier Tech                | + 2'06"  |
| 4                                 | Neilson Powless   | EF Education-EasyPost              | + 2'29"  |
| 5                                 | Tadej Pogačar     | UAE Team Emirates                  | + 3'23"  |
| 6                                 | Jonas Vingegaard  | Team Jumbo-Visma                   | z.t.     |
| 7                                 | Geraint Thomas    | INEOS Grenadiers                   | z.t.     |
| 8                                 | Enric Mas         | Movistar Team                      | + 3'26"  |
| 9                                 | Sepp Kuss         | Team Jumbo-Visma                   | z.t.     |
| 10                                | Giulio Ciccone    | Trek-Segafredo                     | + 3'32"  |
|                                   |                   |                                    |          |
| 15                                | Steven Kruijswijk | Team Jumbo-Visma                   | + 4'46"  |
| 35                                | Dylan Teuns       | Bahrain-Victorious                 | + 14'12" |

| Algemeen klassement |                   |                    |           |
| Plaats              | Naam              | Ploeg              | Tijd      |
| Gele trui           | Jonas Vingegaard  | Team Jumbo-Visma   | 46u28'46" |
| 2                   | Tadej Pogačar     | UAE Team Emirates  | + 2'22"   |
| 3                   | Geraint Thomas    | INEOS Grenadiers   | + 2'26"   |
| 4                   | Romain Bardet     | Team DSM           | + 2'35"   |
| 5                   | Adam Yates        | INEOS Grenadiers   | + 3'44"   |
| 6                   | Nairo Quintana    | Arkéa-Samsic       | + 3'58"   |
| 7                   | David Gaudu       | Groupama-FDJ       | + 4'07"   |
| 8                   | Tom Pidcock       | INEOS Grenadiers   | + 7'39"   |
| 9                   | Enric Mas         | Movistar Team      | + 9'32"   |
| 10                  | Aleksandr Vlasov  | BORA-hansgrohe     | + 10'06"  |
|                     |                   |                    |           |
| 12                  | Steven Kruijswijk | Team Jumbo-Visma   | + 14'50"  |
| 25                  | Dylan Teuns       | Bahrain-Victorious | + 43'32"  |

1e etappe ·
2e etappe ·
3e etappe ·
4e etappe ·
5e etappe ·
6e etappe ·
7e etappe ·
8e etappe ·
9e etappe ·
10e etappe ·
11e etappe ·
12e etappe ·
13e etappe ·
14e etappe ·
15e etappe ·
16e etappe ·
17e etappe ·
18e etappe ·
19e etappe ·
20e etappe ·
21e etappe
Startlijst · Eindstanden · Afbeeldingen